# گئورگیفسکویه (آدیغیه)
گئورگیفسکویه (به لاتین: Georgiyevskoye) یک منطقهٔ مسکونی در روسیه است که در آدیغیه واقع شده‌است.